# Собор Георгия Победоносца (Макеевка)
Собор Георгия Победоносца — православный храм в городе Макеевке в Донецкой Народной Республике. Относится к Донецкой и Мариупольской епархии УПЦ МП. Построен в середине 1990 — начале 2000-х годов в русско-византийском стиле, большой духовный центр и одна из крупнейших новостроек Макеевки в последние 20 лет. Верхняя точка главного креста — 46 метров.

## Строительство

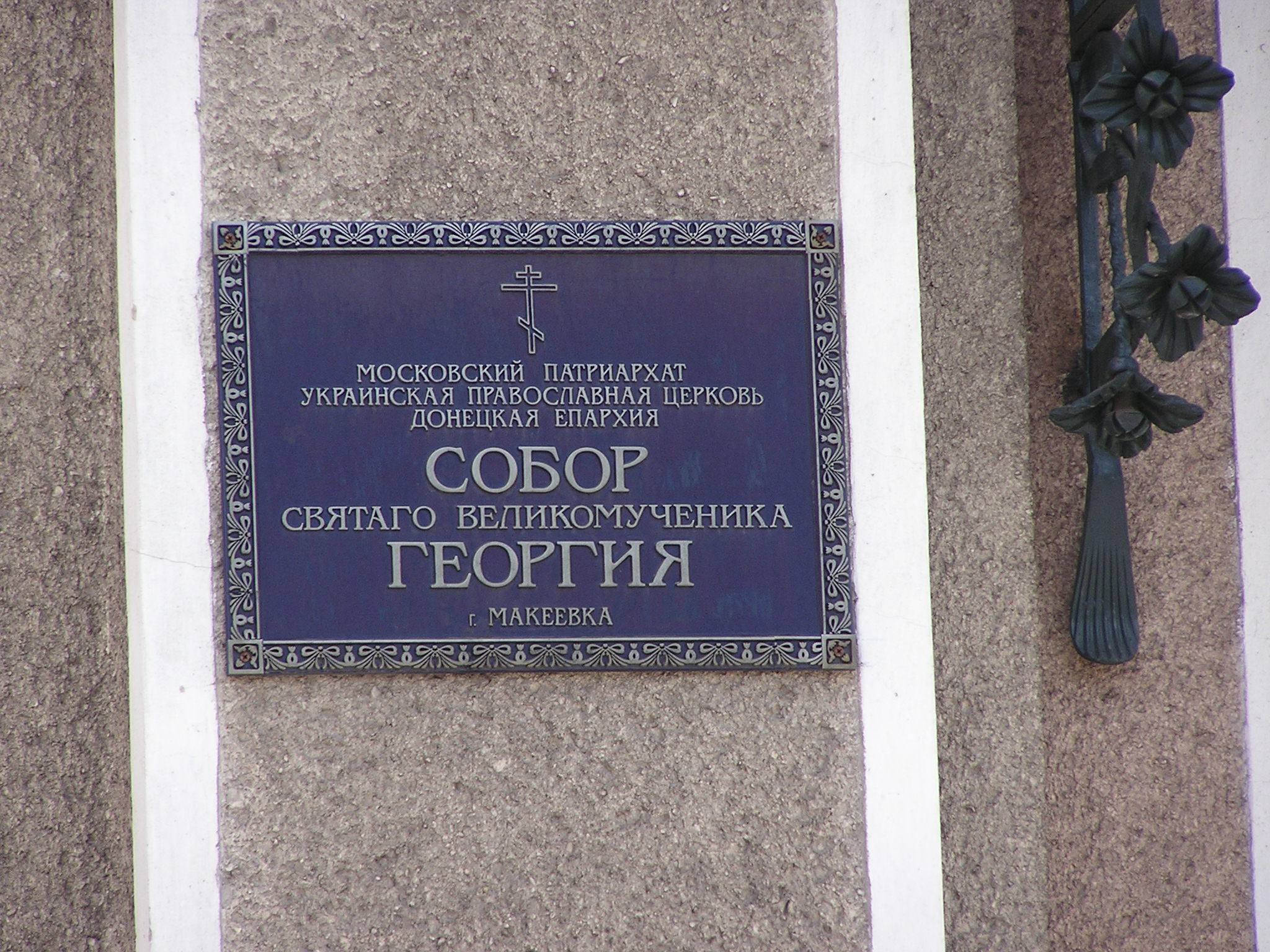
Табличка у входа в собор

3 июня 1991 года на заседании президиума Макеевского городского Совета ветеранов был поставлен вопрос о ходатайстве перед горисполкомом о строительстве в Макеевке храма-памятника в честь 50-летия Победы в Великой Отечественной войне — «Свято-Георгиевского Собора».
В сентябре 1993 года было утверждено разрешение на строительство в Макеевке собора святого великомученика Георгия Победоносца, и уже в 2 ноября того же года состоялось освящение камня, заложенного в основу будущего православного храма. Крестным ходом и торжественным богослужением ведал епископ Донецкий и Славянский Ипполит.
В марте 1994 года в первые дни Великого поста религиозной общине было передано небольшое двухэтажное здание, куда входила, согласно генплану, к территория будущего собора. В Пречистый четверг, накануне Пасхи 1994 года, в здании состоялось первое богослужение.
В марте 1995 года в цокольную часть здания была заложена памятная капсула.
В октябре 1995 года уже более 100 человек посещали занятия в училище в Свято-Троицком храме-часовне при Свято-Георгиевском соборе, в этом же году началось его строительство. В декабре 1995 года завершены работы по нулевому циклу возведения, был заложен первый кирпич стены собора.
Во 2-й половине 1990-х годов продолжалось интенсивное строительство стен собора, который всё больше стал привлекать внимание горожан. Состоялось первое заседание попечительского совета по строительству храма, в который вошли руководители более 30 предприятий. В частности, одним из активнейших строителей и попечителей — и деньгами, и трудящимися, стал трест «Макеевшахтострой».
В октябре 1998 года было закончено возведение кирпичной кладки стен куполов храма, рабочие приступили к выполнению монолитных железобетонных конструкций сферических сводов. Освоено 2,8 млн гривен из запланированных 7,2 млн грн.
В ноябре 1998 года Предстоятель УПЦ МП митрополит Владимир посетил стройплощадку Свято-Георгиевского собора. По признанию архимандрита Варнавы тогда же — это событие десятилетия духовной жизни Макеевки.
Во время бетонирования юго-западного купола собора в мае 1999 года в его массив была вложена частичка Успенского собора Киево-Печерской лавры, ставшего прообразом макеевского собора. Завершено обустройство центрального купола и начато покрытие его кровельной медью. В августе того же года возведен крест на главный купол кафедрального собора Святого Георгия Победоносца. Все кресты были освящены епископом Донецким и Мариупольским Иларионом. Он вручил грамоты «В благословение за усердные труды во славу святой Церкви» и. о. городского головы Василию Джарты, генеральному директору ГХК «Донбасшахтобуд» Анатолию Шульге, бригадиру комплексной бригады Ивану Онежку. В сентябре 2000 года за заслуги перед Церковью орденом «Рождества Христова 2000» 1-й степени награждён Макеевский голова Василий Джарты — награду вручал лично глава УПЦ МП митрополит Киевский и Всея Украины Владимир.
В октябре 2000 года на Свято-Георгиевском соборе в Макеевке были закончены кровельные работы. Храмовые кресты были изготовлены донецким заводом «Точмаш». На них ушло 65 «книг» сусального золота по 60 листочков в каждой. Приближалась к завершению внутренняя отделка храма.
В марте 2001 года истек срок договора с ГХК «Донбасшахтобуд» и подрядчик оставил стройплощадку, но отделочные работы в храме продолжались в дальнейшем. В апреле того же года в собор доставили две иконы, пожертвованные прихожанами храма св. Петра и Павла из Харцызска. Обе иконы написал макеевчанин-иконописец Сергей Полынков. В январе 2002 года собор получил церковную утварь, изготовленную в России: венчальные венцы, позолоченную дарохранительницу, чашу с камнями, резной аналой, запрестольный семисвечник, ковчег для жертвоприношений.
В марте 2002 года Макеевский городской голова Василий Джарты передал приходу «Свидетельство на право собственности» на здание Свято-Георгиевского собора.
В январе 2007 года решением Священного Синода УПЦ настоятель собора архимандрит Варнава определён быть Епископом Макеевским, викарием Донецкой епархии, а 12 февраля состоялась хиротония в епископы.
В 2009—2010 годах продолжались работы по отделке собора — над фасадом работали художники-мастера мозаики из мастерской церковной мозаики «Byzantica» (г. Симферополь), создавшие мозаичные иконы Святых первосвященников Мельхиседека и Аарона, Великомученика Георгия Победоносца, а также двух херувимов — над северным и южным входами.

## Фрески
Над фресками в августе 2010 года начали работу художники из Москвы — команда профессионалов, на счету которой росписи в храмах России, США, Кипра, Словакии. Всего же мастерам предстоит расписать 8 тысяч квадратных метров стен, предполагается, что на это уйдет до десяти лет, работать будут примерно 20 человек.
Свято-Георгиевский собор покроют фресками образца XII века, большая часть из которых будет посвящена Георгию Победоносцу. На стенах храма будут изображены сцены из его жизни, а на одном из центральных столпов будет написан образ святого Георгия с копьем. Два центральных столпа по обе стороны алтаря будут «поддерживать» и другие Святые воины: святые Дмитрий Солунский, Фёдор Тирон и т. д. Главный и центральный образ — купольный, наверху будет изображен Лик Спасителя. Все остальные изображения, по задумке художников, должны устремлять к нему взгляды молящихся.
Техника исполнения — силикатная живопись, одна из самых прочных технологий, которая должна продержаться на стенах храма не одну сотню лет.